# Kunowice
Kunowice (niem. Kunersdorf), d. Kunowsko – wieś sołecka w Polsce, położona w województwie lubuskim, w powiecie słubickim, w gminie Słubice.
W przyszłości planowane jest połączenie ze Słubicami. Obecnie jest to jedna aglomeracja, ponieważ sieć wodociągowa i kanalizacyjna jest połączona. Także autobusowa komunikacja miejska w Słubicach obejmuje swoim zasięgiem Kunowice. Leży na skraju Puszczy Rzepińskiej. Znajduje się tu przystanek kolejowy Kunowice.

## Historia
Miejsce bitwy stoczonej 12 sierpnia 1759, w której Prusacy, pod dowództwem króla Fryderyka II, zostali pobici przez wojska rosyjskie i austriackie, dowodzone przez Piotra Sałtykowa i Ernesta Laudona.
Od 1873 do 1945 wieś wchodziła w skład powiatu Weststernberg.
W czasie II wojny światowej zdobyte 6 lutego 1945 po kilkudniowych ciężkich bojach przez sowiecki 11 Korpus Pancerny.
W latach 1975–1998 miejscowość wchodziła w skład województwa gorzowskiego.
W miejscowości działała Rolnicza Spółdzielnia Produkcyjna „Nadodrze” w Kunowicach.
Do 21 grudnia 2007 funkcjonowało kolejowe przejście graniczne Kunowice-Frankfurt, które na mocy układu z Schengen zostało zlikwidowane.
Z Kunowic pochodził Paul Matting, nadburmistrz Wrocławia

## Przynależność polityczno-administracyjna
Przynależność polityczno-administracyjna (podkreślenie – następująca zmiana):
- Przed 1120: przynależność sporna z powodu braku zachowanych źródeł pisanych
- 1120-1138: Państwo Piastów, ziemia lubuska (przynależność bezpośrednia, bez zwierzchności lennej)
- 1138-1146: Księstwo śląskie, ziemia lubuska jako dzielnica Władysława II Wygnańca
- 1146-1163: Księstwo śląskie, ziemia lubuska jako dzielnica Bolesława IV Kędzierzawego
- 1163-1201: Księstwo śląskie, ziemia lubuska jako dzielnica Bolesława I Wysokiego
- 1201-1206: Księstwo śląskie Henryka I Brodatego, ziemia lubuska
- 1206-1209: Księstwo wielkopolskie Władysława III Laskonogiego, ziemia lubuska
- 1209-1210: Marchia Dolnołużycka Konrada II Wettyna
- 1211-1218: Księstwo śląskie Henryka I Brodatego, ziemia lubuska
- 1218-1225: Księstwo wielkopolskie Władysława III Laskonogiego, ziemia lubuska
- 1225-1230: Święte Cesarstwo Rzymskie, Marchia Brandenburska
- 1230-1238: Księstwo śląskie Henryka I Brodatego, ziemia lubuska
- 1239-1241: Księstwo śląskie Henryka II Pobożnego, ziemia lubuska
- 1241-1242: Księstwo lubuskie (wydzielone z księstwa śląskiego), pod rządami Mieszka Lubuskiego
- 1243-1248: Księstwo śląskie, ziemia lubuska jako dzielnica Bolesława II Rogatki
- 1250-1252: Ziemia lubuska jako kondominium margrabiego Brandenburgii Ottona III i arcybiskupa magdeburskiego Wilbranda von Käfernburga
- 1252-1373: Święte Cesarstwo Rzymskie, Marchia Brandenburska (dyn. Askańczyków i Wittelsbachów), prowincja Nowa Marchia, w 1337 pierwsza wzmianka o wsi Kunersdorf
- 1373-1415: Święte Cesarstwo Rzymskie, Królestwo Czech (dyn. Luksemburczyków), Marchia Brandenburska, prowincja Nowa Marchia, wieś Kunersdorf
- 1415-1618: Święte Cesarstwo Rzymskie, Marchia Brandenburska (dyn. Hohenzollernów), prowincja Nowa Marchia, wieś Kunersdorf
- 1618-1701: Święte Cesarstwo Rzymskie, Brandenburgia-Prusy (dyn. Hohenzollernów), Marchia Brandenburska, prowincja Nowa Marchia, wieś Kunersdorf
- 1701-1806: Święte Cesarstwo Rzymskie, Królestwo Prus (dyn. Hohenzollernów), prowincja Nowa Marchia, wieś Kunersdorf
- 1806-1815: Królestwo Prus (dyn. Hohenzollernów), prowincja Nowa Marchia, miasto Frankfurt nad Odrą, wieś Kunersdorf
- 1815–1866: Związek Niemiecki, Królestwo Prus (dyn. Hohenzollernów), prowincja Brandenburgia, rejencja frankfurcka, Nowa Marchia, wieś Kunersdorf
- 1866-1867: Królestwo Prus (dyn. Hohenzollernów), prowincja Brandenburgia, rejencja frankfurcka, Nowa Marchia, wieś Kunersdorf
- 1867–1871: Związek Północnoniemiecki, Królestwo Prus (dyn. Hohenzollernów), prowincja Brandenburgia, rejencja frankfurcka, Nowa Marchia, wieś Kunersdorf
- 1871–1918: Cesarstwo Niemieckie (II Rzesza Niemiecka), Królestwo Prus, prowincja Brandenburgia, rejencja frankfurcka, Nowa Marchia, wieś Kunersdorf
- 1919–1933: Republika Weimarska, kraj związkowy Prusy, prowincja Brandenburgia, rejencja frankfurcka, Nowa Marchia, wieś Kunersdorf
- 1933–1945: III Rzesza Niemiecka, Marchia Brandenburska, rejencja frankfurcka, Nowa Marchia, wieś Kunersdorf
- 1945: Rzeczpospolita Polska, Ziemie Odzyskane, okręg Pomorze Zachodnie, wieś Kunowsko
- 1945–1946: Rzeczpospolita Polska, województwo poznańskie, powiat rypiński, wieś Kunowice
- 1946: Rzeczpospolita Polska, województwo poznańskie, powiat rzepiński, wieś Kunowice
- 1946–1950: Rzeczpospolita Polska, województwo poznańskie, powiat rzepiński, gmina Słubice, wieś Kunowice
- 1950-1952: Rzeczpospolita Polska, województwo zielonogórskie, powiat rzepiński, gmina Słubice, wieś Kunowice
- 1952–1954: Polska Rzeczpospolita Ludowa, województwo zielonogórskie, powiat rzepiński, gmina Słubice, wieś Kunowice
- 1954–1957: Polska Rzeczpospolita Ludowa, województwo zielonogórskie, powiat rzepiński, gromada Kunowice, wieś Kunowice
- 1958: Polska Rzeczpospolita Ludowa, województwo zielonogórskie, powiat rzepiński, gromada Słubice, wieś Kunowice
- 1959–1972: Polska Rzeczpospolita Ludowa, województwo zielonogórskie, powiat słubicki, gromada Słubice, wieś Kunowice
- 1973–1975: Polska Rzeczpospolita Ludowa, województwo zielonogórskie, powiat słubicki, gmina Słubice, wieś Kunowice
- 1975–1989: Polska Rzeczpospolita Ludowa, województwo gorzowskie, gmina Słubice, wieś Kunowice
- 1989–1998: Rzeczpospolita Polska, województwo gorzowskie, gmina Słubice, wieś Kunowice
- 1999–teraz: Rzeczpospolita Polska, województwo lubuskie, powiat słubicki, gmina Słubice, wieś Kunowice

## Demografia
Źródło:

## Galeria

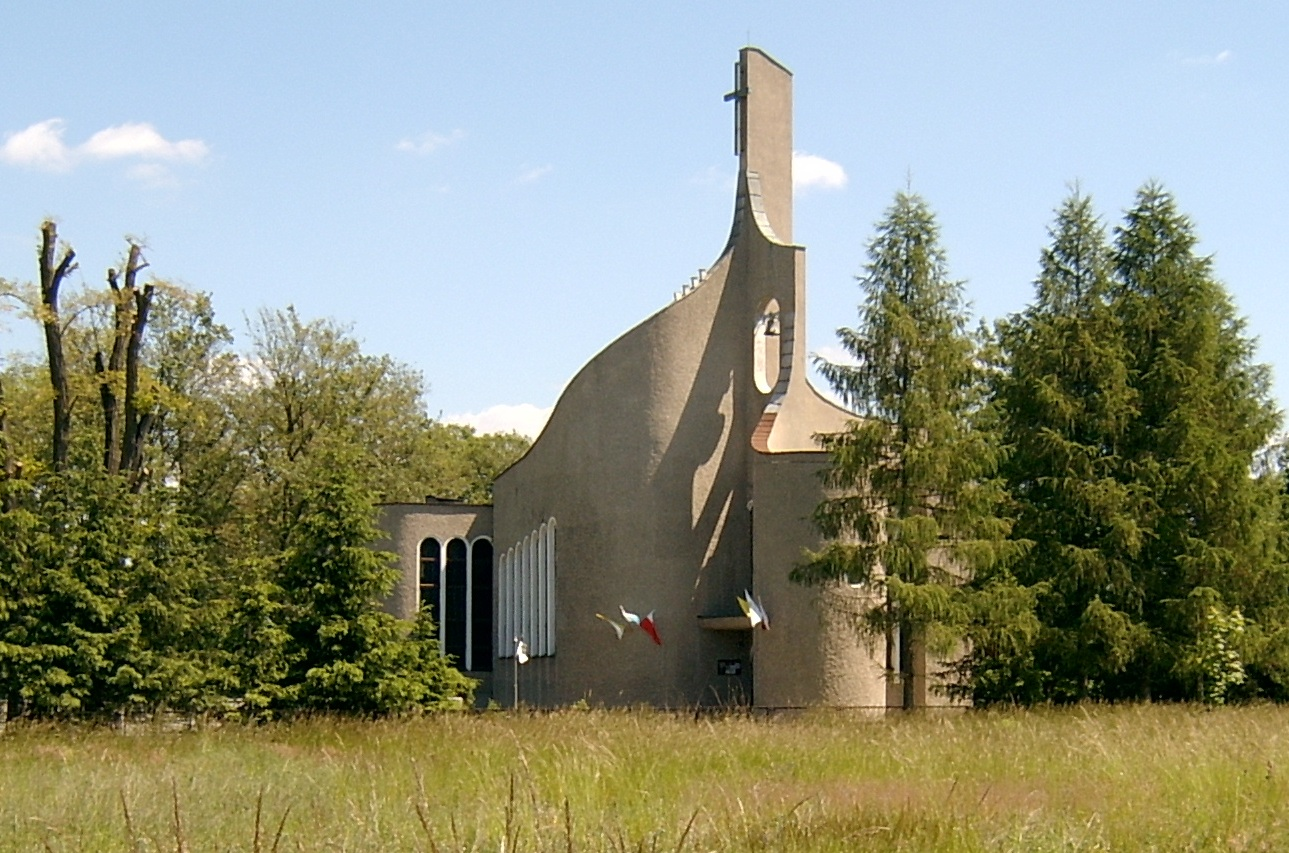
Kościół pw. św. Wincentego á Paulo
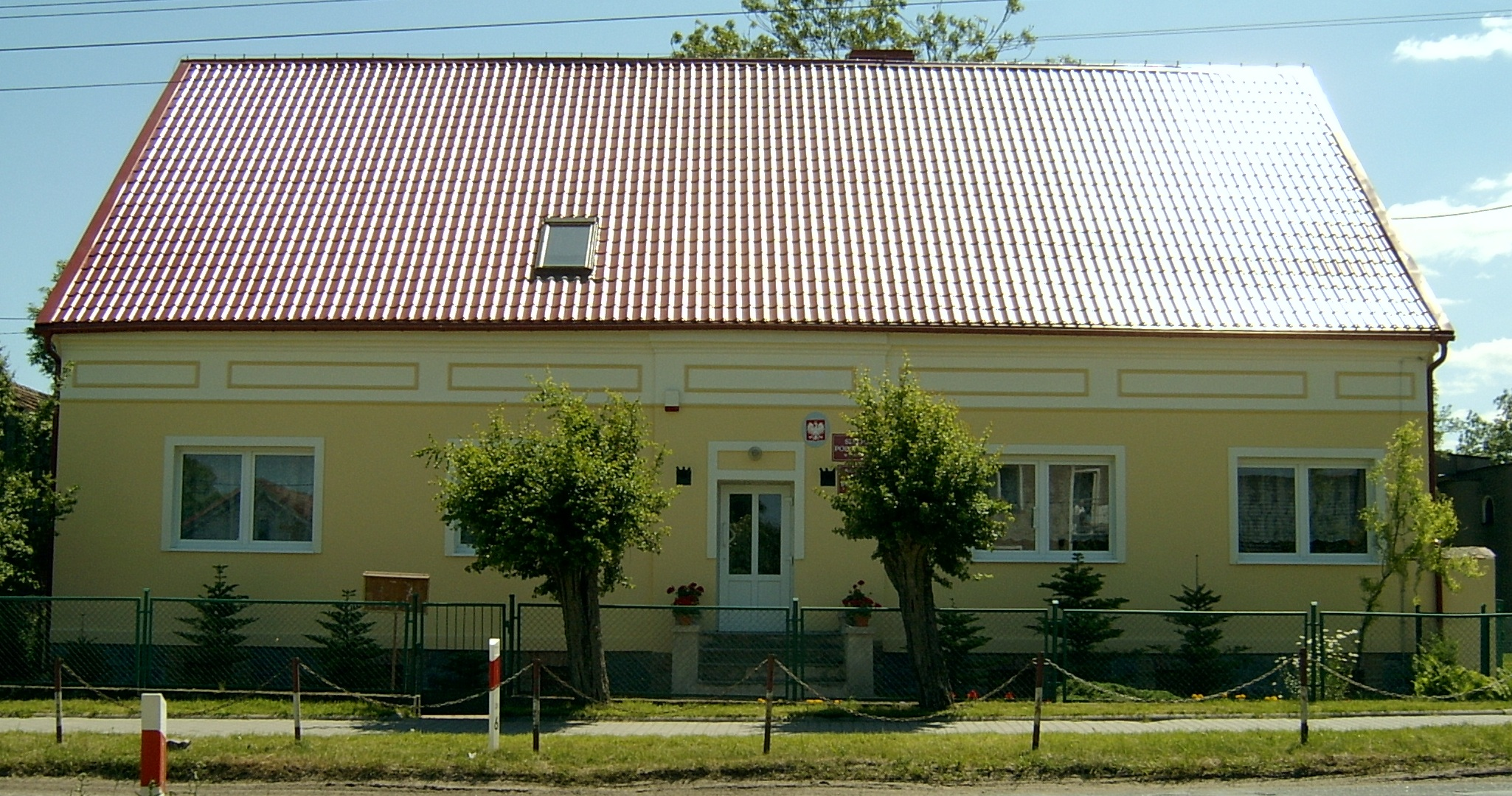
Szkoła podstawowa nr 5 w Kunowicach
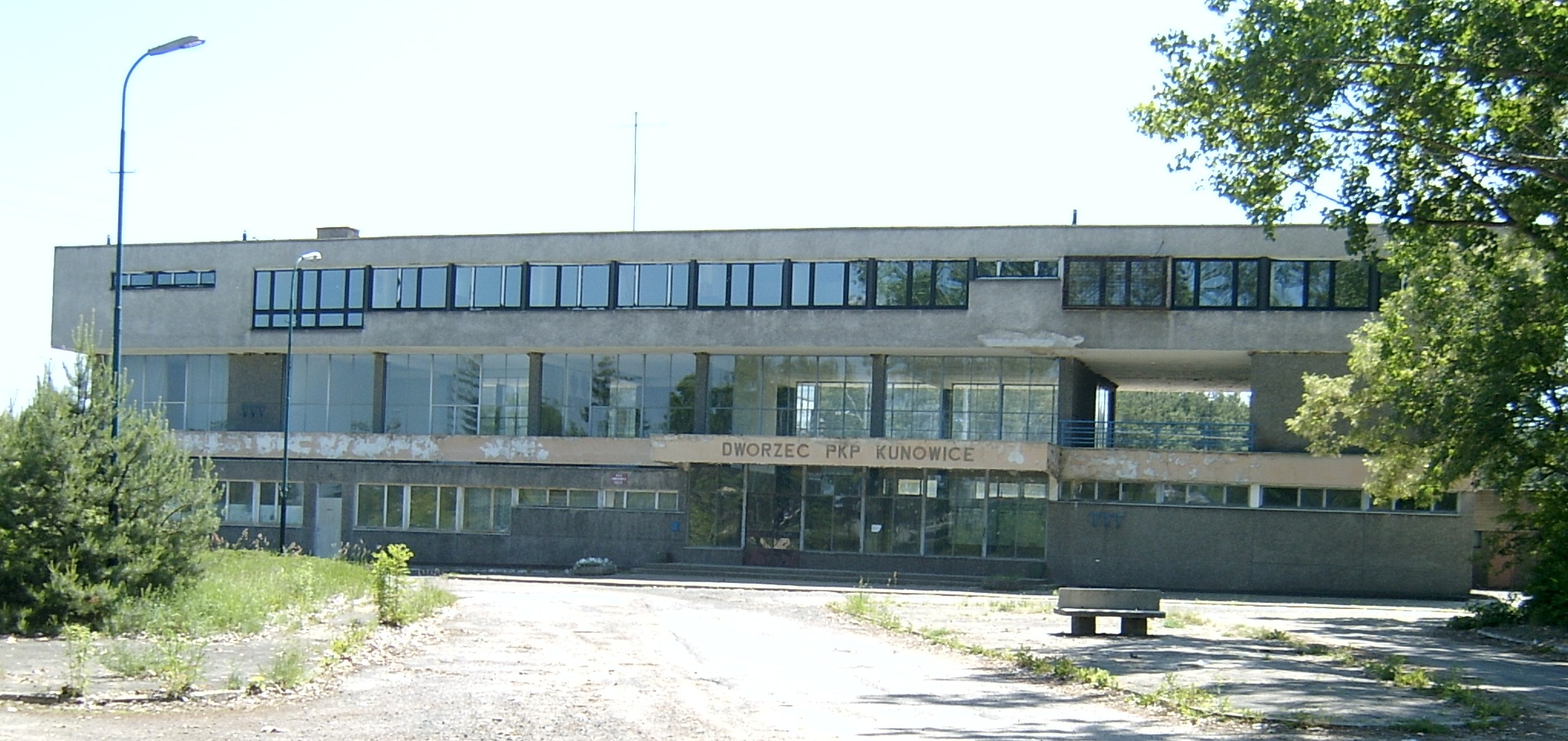
Dawny dworzec kolejowy w Kunowicach. Obecnie, po remoncie siedziba prywatnej firmy.

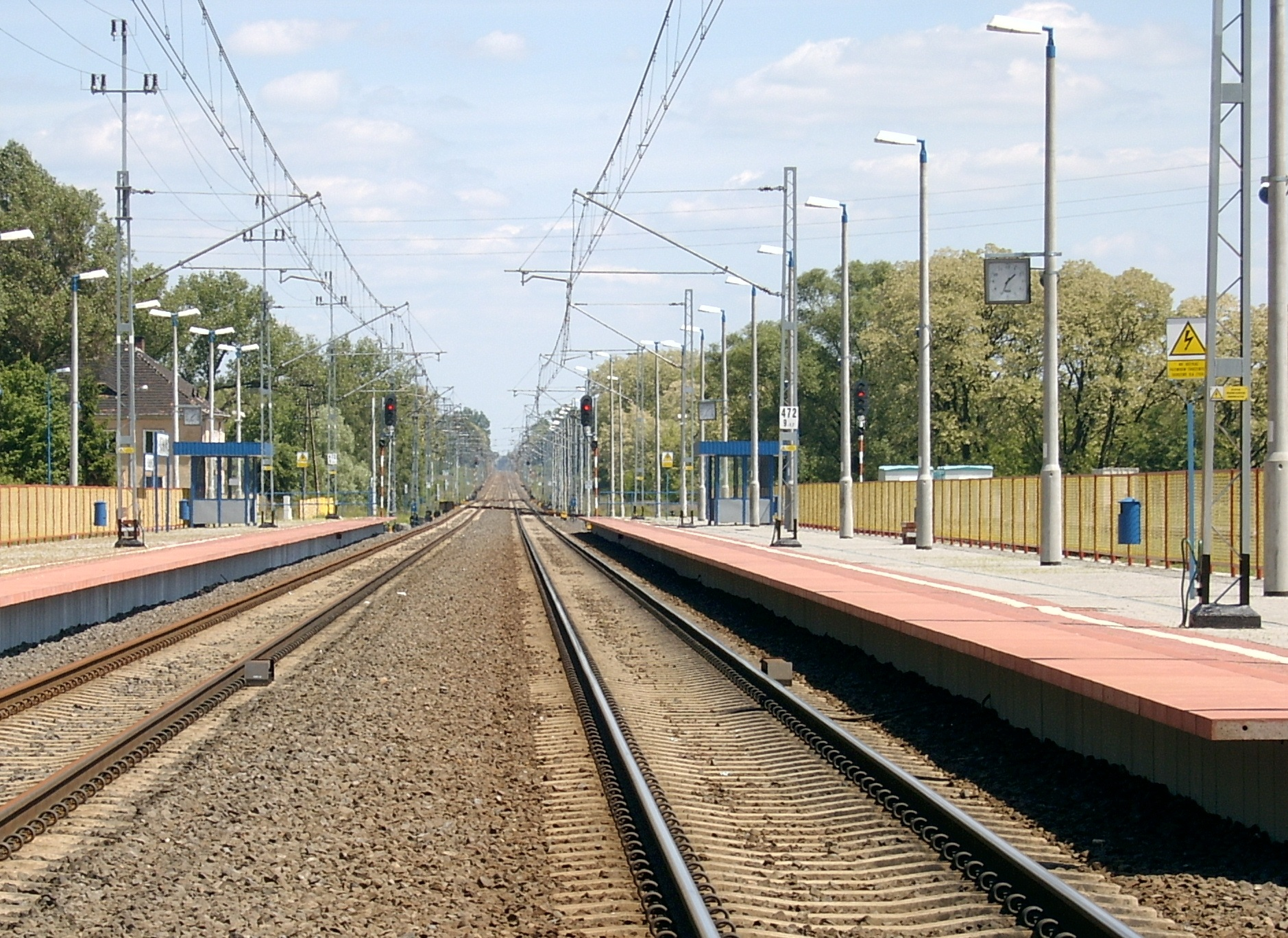
Perony na przystanku kolejowym w Kunowicach
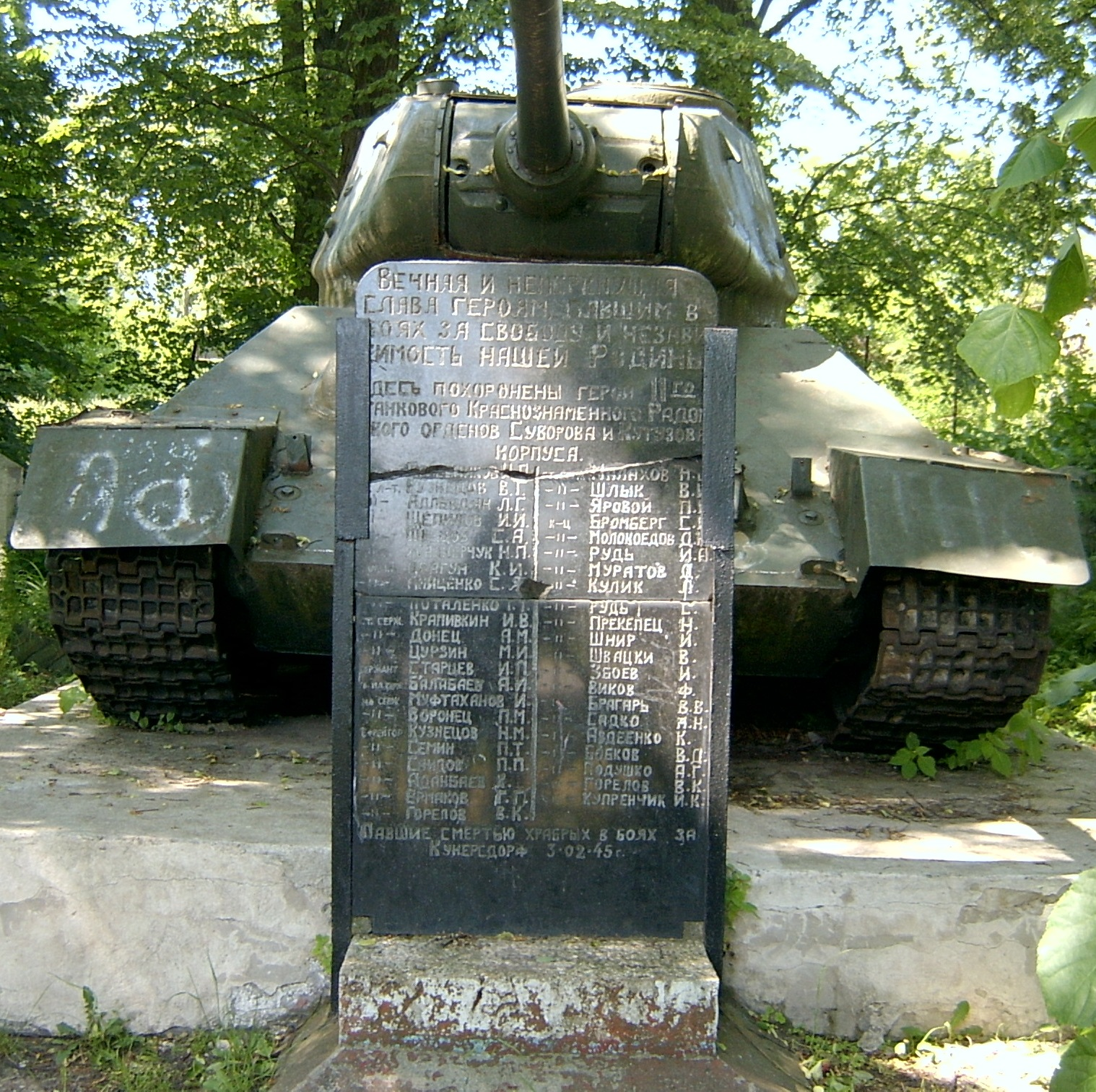
Pomnik Czołg Zwycięski w Kunowicach
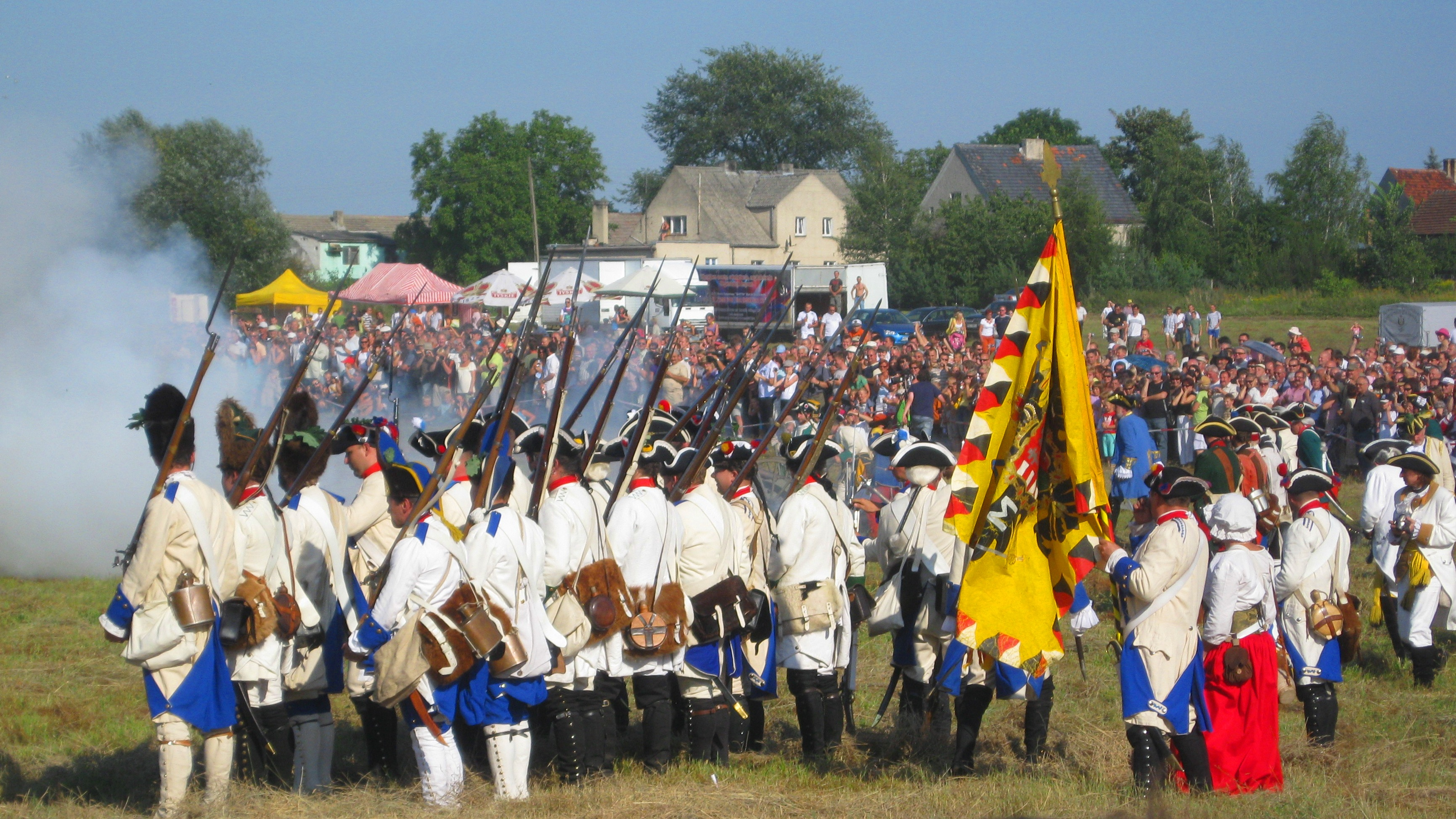
Rekonstrukcja bitwy pod Kunowicami w 2009